# Santo Espírito
Santo Espírito é uma freguesia portuguesa do concelho da Vila do Porto, na ilha de Santa Maria, na Região Autónoma dos Açores, com 26,65 km² de área e 597 habitantes (censo de 2021). A sua densidade populacional é 22,4 hab./km².
Localiza-se a uma latitude 36.95 (36°57') Norte e a uma longitude 25.05 (25°3') Oeste, estando a uma altitude de 80 metros.
Localizada no sueste da ilha, tem como limites o oceano Atlântico e com as freguesias de Santa Bárbara e Almagreira. É integrada pelos lugares do Termo da Igreja, Malbusca, Calheta, Panasco, Glória, Cruz, Cardal, Boavista, Fonte do Jordão, Terras do Raposo, Lapa, Feteirinha, Almas, Santo António, Azenha, Loural e Maia.
Constitui-se na maior das freguesias rurais do concelho e apresenta um povoamento disperso, que faz com que a paisagem seja pontuada pelas casas pintadas de branco, com "vistas" verdes, testemunho da integração humana no meio envolvente.

## História
A freguesia encontra-se referida por Frutuoso:
"Saindo desta fajã para o Norte, nas terras feitas ao Campo da Marcela, por a haver nele, chama-se ali Santo Espírito, onde dizem os antigos que na ilha se disse a primeira missa do Espírito Santo, quando entraram nela, e dali ficou nomear-se ainda hoje em dia esta freguesia de Santo Espírito, sendo ela depois edificada, como agora está, da invocação da Purificação de Nossa Senhora, sem perder aquele nome antigo. E, por não achar neste dito campo conveniente lugar para povoação e vila, se foram a Santa Ana, como direi depois em seu lugar, adiante.
MONTE ALVERNE relaciona-a como freguesia de Nossa Senhora da Purificação, no lugar do Espírito Santo.
No lugar de Malbusca, destacou-se em tempos idos a coleta de urzela, feita por processo artesanal e arriscado:
"Corre esta rocha de Malbusca a pique, ao longo do mar, mui alta e temerosa, da qual se tira urzela, que apanham homens, arriscando suas vidas, metidos em cestos dependurados por cordas atadas em estacas metidas na terra, sobre a rocha, com uma ponta, e na outra atado o cesto em que se metem, e assim vão largando a corda por mão até chegarem onde querem, e, depois que têm seu saco cheio, alam-se pela corda; e outros vão atados pela cinta.
Não pude saber a razão do nome desta rocha de Malbusca, se não lho puseram por nela com tanto trabalho e perigo buscarem os homens e urzela."

## Demografia
A população registada nos censos foi:
| Distribuição da População por Grupos Etários | Distribuição da População por Grupos Etários | Distribuição da População por Grupos Etários | Distribuição da População por Grupos Etários | Distribuição da População por Grupos Etários |
| -------------------------------------------- | -------------------------------------------- | -------------------------------------------- | -------------------------------------------- | -------------------------------------------- |
| Ano                                          | 0-14 Anos                                    | 15-24 Anos                                   | 25-64 Anos                                   | > 65 Anos                                    |
| 2001                                         | 149                                          | 133                                          | 338                                          | 103                                          |
| 2011                                         | 77                                           | 80                                           | 348                                          | 83                                           |
| 2021                                         | 74                                           | 55                                           | 357                                          | 111                                          |

## Património edificado
De acordo com a tradição, as habitações da freguesia são pintadas na cor branca com barras verdes, alegadamente a recordar a cor dos seus pastos. Entre o património edificado destacam-se:
- Ermida de Nossa Senhora da Boa Morte - no lugar do Panasco
- Ermida de Nossa Senhora da Glória - no lugar da Glória
- Ermida de Santo António (Santo Espírito) - no lugar de Santo António
- Ermida de Nossa Senhora da Piedade (Santo Espírito) - no lugar de Malbusca
- Ermida de Nossa Senhora dos Prazeres - no lugar da Maia
- Fábrica da Baleia do Castelo - na ponta do Castelo
- Farol de Gonçalo Velho - na ponta do Castelo
- Forte da Maia - no lugar da Maia
- Igreja de Nossa Senhora da Purificação (Santo Espírito) - no centro da freguesia
- Lagar de Diogo Fernandes Faleiro - no lugar da Maia

## Património Natural
- Área da Paisagem Protegida da Baía da Maia
- Caverna da Maia
- Maia - zona de veraneio que apresenta uma paisagem constituída de vinhedos que escalam a encosta, protegidos dos ventos marinhos pelos quartéis erguidos em pedra seca.
- Reserva Florestal de Recreio das Fontinhas

## Património Cultural
- Museu de Santa Maria
- Banda Recreio Espirituense, fundada em 1923 pelo padre da freguesia, Pe. Joaquim de Chaves, então com a designação Sociedade Musical Espirituense. Em 1993 adquiriu estatutos próprios, tornando-se uma associação sem fins lucrativos, adotando a atual designação. Posteriormente, em 23 de março de 1998 obteve o estatuto de utilidade pública, vindo a ser homenageada, em agosto desse mesmo ano, pela Câmara Municipal de Vila do Porto pelos relevantes serviços prestados a nível da animação musical e recreativa.[8]
- Cooperativa de Artesanato de Santa Maria